# Ultraschallbohrer
Ein Ultraschallbohrer ist ein Spezialwerkzeug, das ursprünglich für die Verwendung in der Raumfahrt vorgesehen ist und Schwingungen im Ultraschallbereich nutzt, um ein Bohrloch zu erzeugen.

## Technik
Der Ultraschallbohrer (Ultra Sonic Driller Corer = USDC) ist ein von dem Jet Propulsion Laboratory der NASA entwickeltes Werkzeug, welches nicht rotations-zerspanend arbeitet, sondern ein Piezoelement verwendet, um ein statisches Bohrwerkzeug in Ultraschallschwingung zu versetzen.
Dadurch werden der Arbeitsandruck, das Bohrergewicht und die Energieaufnahme deutlich reduziert.
Dieses für Marsmissionen entwickelte Werkzeug arbeitet in einem breiten Temperatur- und Druckbereich.

## Anwendungsgebiete
Der Anwendungsgrund für den Ultraschallbohrer ist die Probennahme auf dem Mars und anderer stellarer Körper.
Außerdem wurden bereits Tests für medizinische Anwendungen durchgeführt – die Entfernung von Gallensteinen zum Beispiel oder im Dentalbereich. Weiterhin lassen sich durch die Ultraschalltechnik auch für die Rotationszerspanung ungeeignete Werkstoffe bearbeiten, z. B. Keramik oder Glas.
Da mit Ultraschallbohrern schnellerer Vortrieb als mit Fräsbohrern möglich ist, lohnt sich diese Technik bei der Suche nach Erdöl und Erdgas, Exploration von Mineral-Lagerstätten oder dem Anlegen von Geothermie-Bohrungen.